# 존 가브리엘

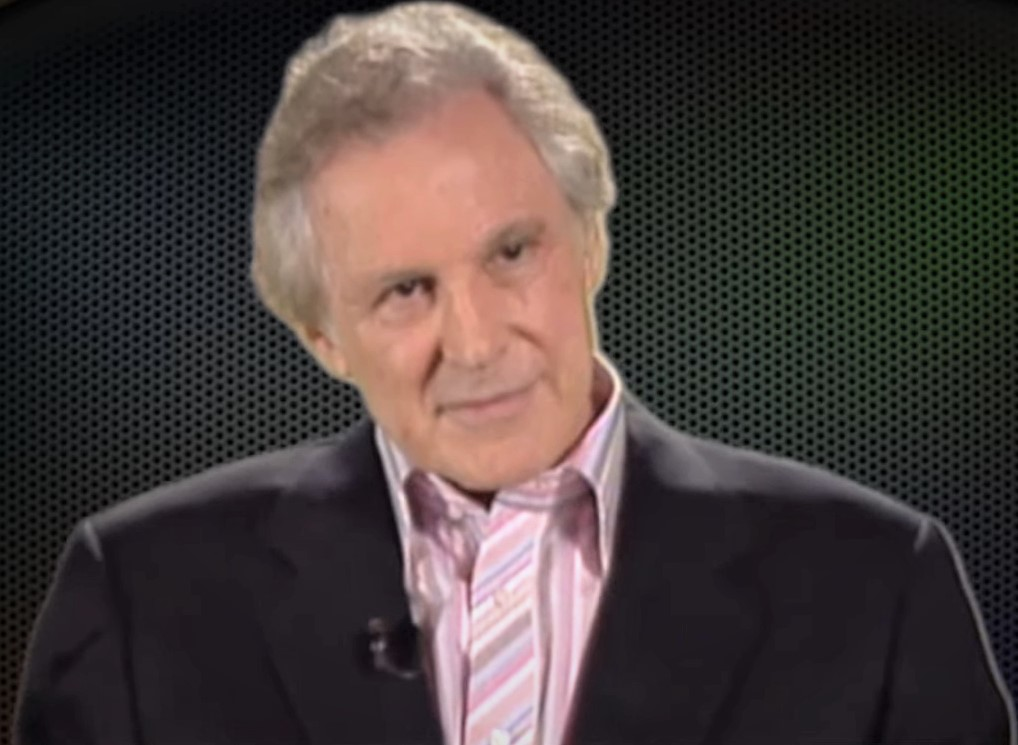

존 가브리엘(John Gabriel, 1931년 5월 25일 ~ )은 미국의 배우, 텔레비전 배우, 작곡가 겸 작사가, 싱어송라이터이다.
나이아가라폴스에서 태어났다.

## 영화
- 카란 아르준 (1995년)
- 비밀요원 (1992년)
- 할렘가의 대부 (1990년)
- 두 얼굴의 사나이 3 (1988년)
- 다윗 대왕 (1985년)
- 데스 위시 3 (1985년)
- 뉴욕 소나타 (1980년) - 헌터 역
- 헬스 블러디 데블스 (1970년)
- 엘도라도 (1967년)
- 우리 생애 나날들 (1965년)
- 레드 라인 7000 (1965년)
- 비밀첩보원 (1964년)
- 세인트(영어판) (1962년)
- 늑대인간의 저주 (1961년) - 사제 역
- 룻 이야기 (1960년)
- 추격 (1959년)
- 선셋 77번가 (1958년)
- 남태평양 (1958년)
- O.S.S. (1957년)